# 福井梁介
福井 梁介（ふくい りょうすけ）は、日本のプロウインドサーファー・インターナショナルウィンドサーファー。

## 生涯
小学生の時に父親の影響でサーフィンを始める。
中学生の時に本格的に競技に参加。国内の大会で上位入賞するようになり、20歳の時に海外大会に進出。2017年に行われたマウイの国際大会（ユースの部）で5位に入る。
その後2018年からはIWT.PWAとワールドカップを転戦している。
2018年には国際的メーカーのNaishからインターナショナルライダーのオファーを受け、ただ1人の日本人チームライダーとなり、日本国内では認知度の低いウインドサーフィンの普及のために尽力している。

## スポンサー
- NAISH
- しばはら整形外科スポーツ関節クリニック
- Loco Home
- TRUMP WETSUITS
- STANCE japan
- BRISA MARINA
- RADY Functional GYM
- LANIKAI
- Soul eater
- NUTS japan